# Plage de Seacliff
 (juin 2024).
La mise en forme du texte ne suit pas les recommandations de Wikipédia : il faut le « wikifier ».
Les points d'amélioration suivants sont les cas les plus fréquents. Le détail des points à revoir est peut-être précisé sur la page de discussion.
- Les titres sont pré-formatés par le logiciel. Ils ne sont ni en capitales, ni en gras.
- Le texte ne doit pas être écrit en capitales (les noms de famille non plus), ni en gras, ni en italique, ni en « petit »…
- Le gras n'est utilisé que pour surligner le titre de l'article dans l'introduction, une seule fois.
- L'italique est rarement utilisé : mots en langue étrangère, titres d'œuvres, noms de bateaux, etc.
- Les citations ne sont pas en italique mais en corps de texte normal. Elles sont entourées par des guillemets français : « et ».
- Les listes à puces sont à éviter, des paragraphes rédigés étant largement préférés. Les tableaux sont à réserver à la présentation de données structurées (résultats, etc.).
- Les appels de note de bas de page (petits chiffres en exposant, introduits par l'outil «  Source ») sont à placer entre la fin de phrase et le point final[comme ça].
- Les liens internes (vers d'autres articles de Wikipédia) sont à choisir avec parcimonie. Créez des liens vers des articles approfondissant le sujet. Les termes génériques sans rapport avec le sujet sont à éviter, ainsi que les répétitions de liens vers un même terme.
- Les liens externes sont à placer uniquement dans une section « Liens externes », à la fin de l'article. Ces liens sont à choisir avec parcimonie suivant les règles définies. Si un lien sert de source à l'article, son insertion dans le texte est à faire par les notes de bas de page.
- La présentation des références doit suivre les conventions bibliographiques. Il est recommandé d'utiliser les modèles {{Ouvrage}}, {{Chapitre}}, {{Article}}, {{Lien web}} et/ou {{Bibliographie}}. Le mode d'édition visuel peut mettre en forme automatiquement les références.
- Insérer une infobox (cadre d'informations à droite) n'est pas obligatoire pour parachever la mise en page.

Pour une aide détaillée, merci de consulter Aide:Wikification.
Si vous pensez que ces points ont été résolus, vous pouvez retirer ce bandeau et améliorer la mise en forme d'un autre article.
Seacliff State Beach est une plage et parc naturel sur la baie de Monterey, dans la ville de Aptos, comté de Santa Cruz, Californie. Elle se trouve sur la Highway 1 sur State Park Drive, environ 8km au sud de Santa Cruz. La plage est connue pour son épave du bateau en béton SS Palo Alto reposant dans l'eau. Au nord de Seacliff State Beach se trouve New Brighton State Beach.

## Historique
La plage était à l'origine habitée par le peuple Ohlone. Des missionnaires espagnols établirent la Mission Santa Cruz environ 12km à l'ouest de la plage.
En 1821, quand le Mexique devint indépendant de l'Espagne, la région fut divisée en terres subventionnées. La zone de la plage faisait partie de la concession Rancho Aptos à Rafael Castro en 1833. Castro collabora avec Claus Spreckels afin d'établir le quai Castro-Spreckels. La plage devint bientôt un port de commerce à succès. L'industrie du bois y prospéra grâce aux sequoias sempervirens locaux.
Le port facilita grandement le commerce avec le Royaume d'Hawaï. En 1838, le Roi Kamehameha III demanda que les vaqueros mexicains originaires de Californie viennent à Hawaï afin d'apprendre aux Hawaïens comment gérer les troupeaux de bétail sauvage. Seacliff devint un endroit populaire où recruter des vaqueros, connus sous le nom de paniolos par les Hawaïens.
Dans les années 1850, Thomas Fallon acquit une partie de la plage et en fit un complexe touristique, qu'il nomma "New Brighton", en l'honneur de sa station balnéaire préférée en Angleterre.
Dans les années 1920, après la mort de Claus Spreckels, certaines sections de la plage devinrent le Seacliff Park et le Rio Del Mar Country Club.
En 1930, la première subvention visant à préserver l'environnement de la plage fut octroyée par le gouvernement de Californie et, en 1931, elle devint une plage gouvernementale.

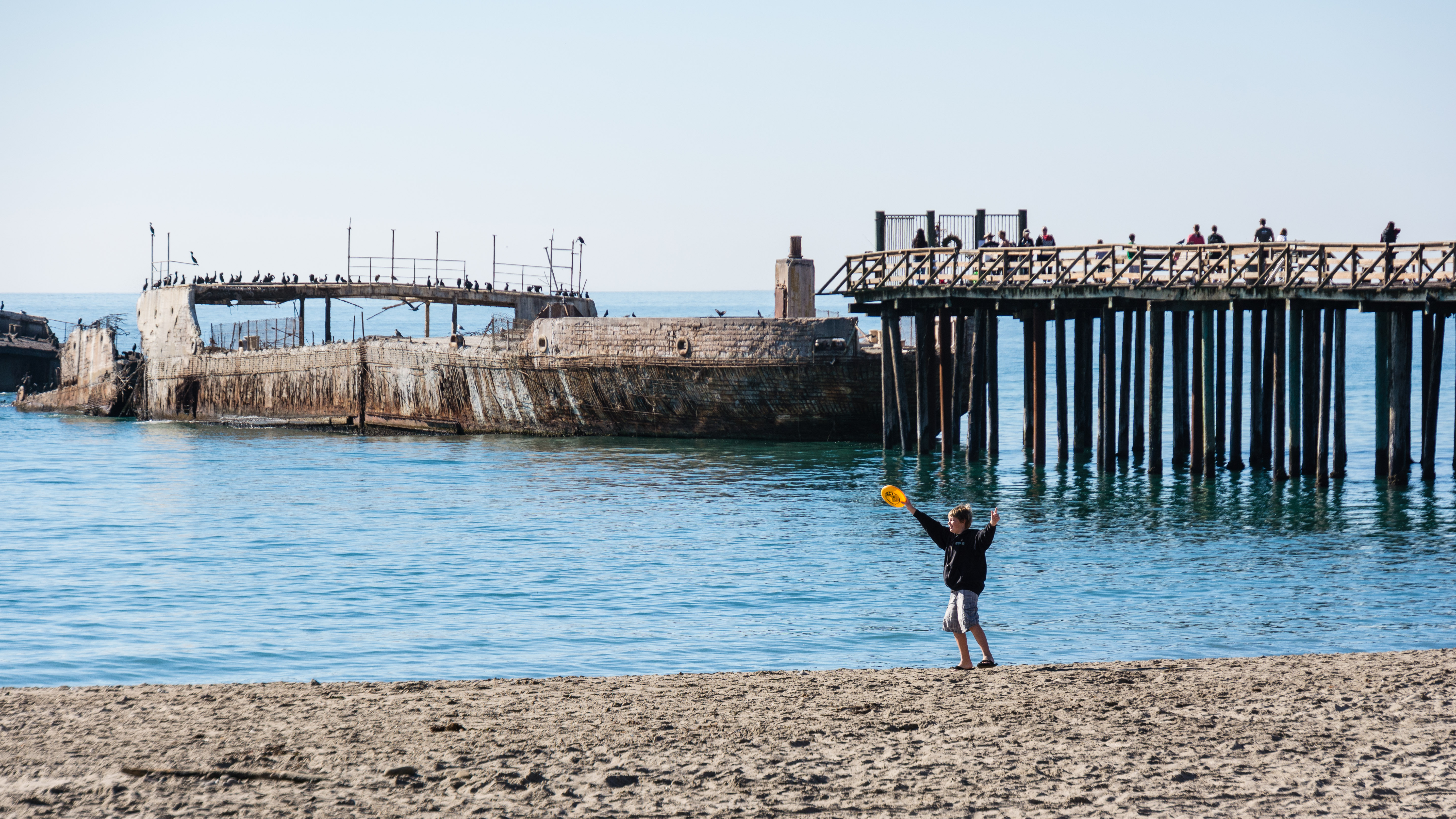
Restes du SS Palo Alto et estacade, 2014

L'aspect le plus remarquable de la plage est le navire en béton SS Palo Alto qui reposait au bout d'une estacade en bois. Le navire en construction fut transporté vers la plage de Seacliff en 1930 par l'entreprise Cal-Nevada, où il sera échoué et transformé en centre de loisirs, comprenant une salle de bal, un café, une piscine chauffée de 1m et des stands de foire. L'entreprise a fait faillite après deux saisons et le navire fut dépouillé. Son accès est désormais restreint au public. Pendant la saison des orages de 2016-2017, une partie du navire s'est retournée, endommageant l'estacade. Pendant les orages de 2022–2023, le navire continua de s'effondrer et l'estacade subit de nombreux dégâts, la partie la plus proche du navire ayant été entièrement détruite. La démolition de l'estacade commença le 20 mars 2023.

## Faune et flore
La plage est habitée par de nombreux types d'oiseaux et de vie sous-marine, comme des moules, vers marins, étoiles de mer, anémones de mer, cirripèdes, crabes, maquereaux, flétans, lingues, perches, cabezón, capucettes, truites, anchois, morue, otaries, dauphins, phoques, loutres de mer et baleines. Le Palo Alto sert d'abri à la vie sous-marine.

## Loisirs
Seacliff offre des habilitations pour camping-cars, des tables de pique-nique, et des barbecues.
C'est aussi un endroit prisé des surfeurs et des pêcheurs.